# Waterloo Bridge (målning)

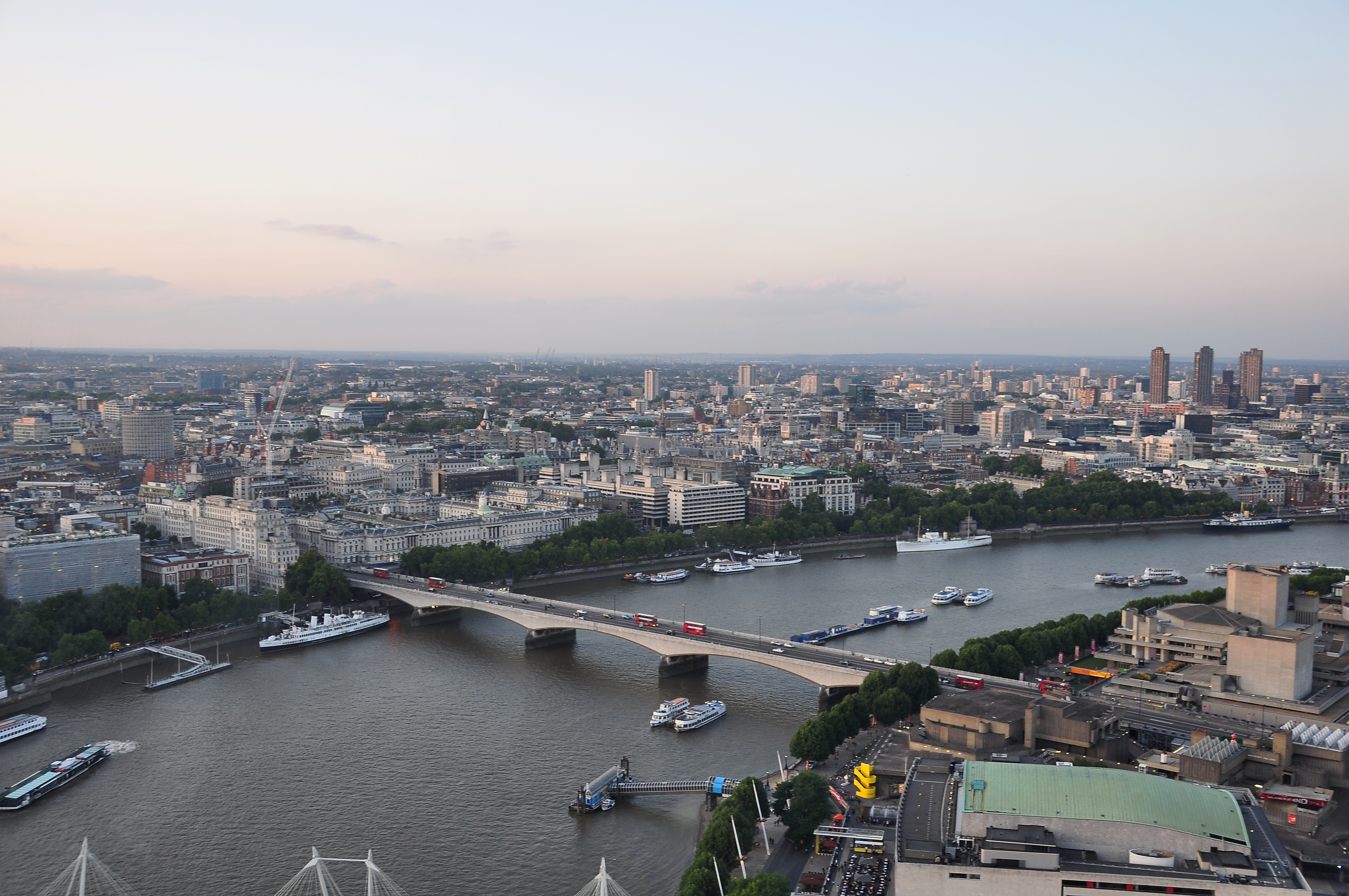
Dagens Waterloo Bridge är byggd 1942 och ersatte en äldre bro, byggd 1817, som Monet avbildade.

Waterloo Bridge (franska: Le Pont de Waterloo) är en serie oljemålningar av den franske impressionistiske konstnären Claude Monet. Den omfattar 41 målningar som utfördes åren 1900–1904. 
Monet reste till London första gången 1870–1871 för att undgå inkallelse under det fransk-tyska kriget. Han återkom flera gånger, men det dröjde ända till hösten 1899 innan han fann de rätta motiven i den brittiska huvudstaden. Med sin hustru Alice bodde han på Savoy Hotel i ett rum med utsikt över Themsen. Han målade simultant tre serier, förutom Waterloo Bridge även Parlamentet och Charing Cross Bridge. Han arbetade efter ett förutbestämt schema där han på förmiddagarna målade broarna från sitt hotellfönster. På eftermiddagen gick han till St Thomas' Hospital från vars terrass han hade en bra utsikt över Westminsterpalatset.
Monet återvände till London 1900 och 1901 och avslutade sina tre serier 1904 hemma i Giverny i Frankrike. Sammanlagt målade han 85 målningar i London, varav 35 ställdes ut samma år på Paul Durand-Ruels galleri i Paris, en utställning som skulle bli Monets dittills största framgång.      

## Lista över ett urval av Monets målningar av Waterloo Bridge
| Målning | Titel                                            | År   | Storlek  | Plats                          | Stad              |
| ------- | ------------------------------------------------ | ---- | -------- | ------------------------------ | ----------------- |
|         | Le Pont de Waterloo                              | 1900 | 65 x 93  | Santa Barbara Museum of Art    | Santa Barbara     |
|         | Le Pont de Waterloo, Londres                     | 1900 | 65 x 100 | Hugh Lane Gallery              | Dublin            |
|         | Le Pont de Waterloo à Londres                    | 1901 |          | Rotterdams polishus            | Rotterdam         |
|         | Pont Waterloo à Londres                          | 1902 | 66 x 100 | National Museum of Western Art | Tokyo             |
|         | Pont de Waterloo                                 | 1903 | 86 x 121 | Denver Art Museum              | Denver            |
|         | Pont de Waterloo                                 | 1903 | 65x101   | Eremitaget                     | Sankt Petersburg  |
|         | Pont de Waterloo, au crépuscule                  | 1903 | 66 x 102 | National Gallery of Art        | Washington        |
|         | Pont de Waterloo, jour gris                      | 1903 | 65 x 100 | National Gallery of Art        | Washington        |
|         | Pont de Waterloo, soleil à travers le brouillard | 1903 | 74 x 100 | National Gallery of Canada     | Ottawa            |
|         | Pont de Waterloo, temps couvert                  | 1903 | 65 x 100 | Ordrupgaard                    | norr om Köpenhamn |
|         | Pont de Waterloo, effet de soleil                | 1903 | 65 x 100 | McMaster Museum of Art         | Hamilton, Ontario |
|         | Pont de Waterloo, au crépuscule                  | 1904 |          | Privat ägo                     |                   |